# العلاقات الزامبية الفرنسية
العلاقات الزامبية الفرنسية هي العلاقات الثنائية التي تجمع بين زامبيا وفرنسا.

## مقارنة بين البلدين
هذه مقارنة عامة ومرجعية للدولتين:
| وجه المقارنة                                              | زامبيا                         | فرنسا                                                    |
| --------------------------------------------------------- | ------------------------------ | -------------------------------------------------------- |
| المساحة (كم2)                                             | 752.62 ألف                     | 643.80 ألف                                               |
| عدد السكان (نسمة)                                         | 17.09 مليون                    | 67.12 مليون                                              |
| الكثافة السكانية (ن./كم²)                                 | 22.71                          | 104.26                                                   |
| العاصمة                                                   | لوساكا                         | باريس                                                    |
| اللغة الرسمية                                             | لغة إنجليزية                   | لغة فرنسية                                               |
| العملة                                                    | كواشا زامبي، كواشا زامبي قديم ‏ | يورو، فرنك س ف ب، فرنك فرنسي، Livre tournois ‏            |
| الناتج المحلي الإجمالي (بليون دولار)                      | 25.81 مليار                    | 2.58 تريليون                                             |
| الناتج المحلي الإجمالي (تعادل القوة الشرائية) بليون دولار | 62.18 مليار                    | 2.87 تريليون                                             |
| الناتج المحلي الإجمالي الاسمي للفرد دولار أمريكي          | 1.30 ألف                       | 36.20 ألف                                                |
| الناتج المحلي الإجمالي للفرد دولار أمريكي                 | 3.90 ألف                       | 39.33 ألف                                                |
| مؤشر التنمية البشرية                                      | 0.586                          | 0.888                                                    |
| رمز المكالمات الدولي                                      | +260                           | +33                                                      |
| رمز الإنترنت                                              | .zm                            | .fr، .bzh ‏، .tf، .re، .wf، .yt، .pm، .paris              |
| المنطقة الزمنية                                           | ت ع م+02:00                    | أوروبا/باريس ‏، توقيت وسط أوروبا، توقيت وسط أوروبا الصيفي |

## منظمات دولية مشتركة
يشترك البلدان في عضوية مجموعة من المنظمات الدولية، منها:
| علم المنظمة | اسم المنظمة                               | تاريخ انضمام زامبيا | تاريخ انضمام فرنسا |
| ----------- | ----------------------------------------- | ------------------- | ------------------ |
|             | البنك الدولي للإنشاء والتعمير             | 23 سبتمبر 1965      | 27 ديسمبر 1945     |
|             | يونسكو                                    | 9 نوفمبر 1964       | 4 نوفمبر 1946      |
|             | الاتحاد البريدي العالمي                   | ?                   | ?                  |
|             | منظمة التجارة العالمية                    | ?                   | 1995               |
|             | وكالة ضمان الاستثمار متعدد الأطراف        | 6 يونيو 1988        | 28 ديسمبر 1989     |
|             | البنك الإفريقي للتنمية                    | ?                   | ?                  |
|             | الاتحاد الدولي للاتصالات                  | 23 أغسطس 1965       | 1866               |
|             | منظمة الشرطة الجنائية الدولية             | ?                   | ?                  |
|             | مؤسسة التمويل الدولية                     | 23 سبتمبر 1965      | 20 يوليو 1956      |
|             | الأمم المتحدة                             | 1 ديسمبر 1964       | 24 أكتوبر 1945     |
|             | مؤسسة التنمية الدولية                     | 23 سبتمبر 1965      | 30 ديسمبر 1960     |
|             | منظمة حظر الأسلحة الكيميائية              | ?                   | ?                  |
|             | المركز الدولي لتسوية المنازعات الاستشارية | 17 يوليو 1970       | 20 سبتمبر 1967     |

## وصلات خارجية
- موقع وزارة الخارجية الفرنسية